# Такідзіро Онісі
Такідзіро Онісі (яп. 大西 瀧治郎; 2 червня 1891 — 16 серпня 1945) — японський воєначальник, віцеадмірал Імперського флоту (1 травня 1943).

## Біографія
Представник сім'ї самураїв. Закінчив Військово-морське училище в Етадзімі. Службу розпочав 17 липня 1912 року у морській авіації. Льотчик, освоїв безліч літальних апаратів: літаків, дирижаблів. Пройшов десантну підготовку. Значну частину служби провів в авіації, що базувалася на базі в Йокосуці. Брав участь у боях біля Циндао під час Першої світової війни, а також у потопленні німецького мінного загороджувача. Мав незалежний характер, постійно вступав у конфлікт з вищими командирами. За неналежну поведінку був виключено з Військової академії і лише завдяки бойовому досвіду залишився на флоті.
У 1918/20 роках здійснив поїздку до Великобританії та Франції.
З 1920 року служив у військовій розвідці, офіційно перебуваючи у складі японської місії на Гаваях. Брав активну участь у створенні потужної авіації ВМФ, вважався одним із провідних авторитетів у морській авіації. Користувався величезною популярністю в армії, що не виключало неоднозначного щодо нього відношення у вищих колах командування.
У 1928/29 роках — командувач авіацією на авіаносці «Хось». Брав участь у бойових діях в Китаї.
В 1938 році заснував «Товариство з вивчення повітряної могутності» і видав книгу «Бойова етика імператорського військово-морського флоту», де вивчив питання про готовність підлеглих виконати завдання навіть ціною власного життя. Ця робота потім широко використовувалася під час проведення виховних занять на ВМФ.
З 15 січня 1941 по 10 лютого 1942 року — начальник штабу 11-го повітряного флоту. За дорученням адмірала Ісороку Ямамото разом із Мінору Гендою провів розробку операції зі знищення американського ВМФ у Перл-Гарборі. На початку бойових дій особисто очолив операцію ВПС зі знищення головних сил американської авіації Далекому Сході.
З березня 1943 року обіймав керівні посади у Військово-морському міністерстві та у штабі флоту. Онісі був одним із головних ініціаторів створення загонів камікадзе — льотчиків-смертників; його називали «батьком камікадзе».
Влітку 1944 року вживав усіх заходів, щоб переконати командування утримати Сайпан за всяку ціну.
13 жовтня 1944 року змінив адмірала Кімпея Тераоку на посаді командувача 1-м повітряним флотом, розгорнутим на Філіппінах (острів Лусон). Почав активно формувати підрозділи пілотів-смертників. Формування першого з'єднання (26 літаків) було завершене до 20 жовтня 1944 року. 25 жовтня камікадзе провели успішну операцію проти ВМФ США, потопивши 1 та пошкодивши 6 авіаносців (втративши при цьому 17 літаків). Після цього для керівництва діями авіації (у тому числі з широким застосуванням камікадзе) було сформовано Південно-Західний об'єднаний повітряний флот на чолі з адміралом Сігеру Фукудоме. Онісі зайняв посаду начальника штабу.
Після поразки японської армії на Філіппінах у січні 1945 року 1-й повітряний флот було переведено на Формозу, де Онісі почав формування нових з'єднань камікадзе. У цей час весь флот спеціалізувався саме на самовбивчих атаках.
З 19 травня 1945 року — 1-й заступник начальника Генштабу військово-морського флоту Японії. Онісі заявив: «Пожертвувавши життям 20 мільйонів японців у спеціальних атаках, ми здобудемо безумовну перемогу», причому підкреслював, що камікадзе необов'язково бути пілотом. Йому просто потрібно бути готовим завдати ціною свого життя ефективний удар по противнику. Наполягав на продовженні війни будь-якими засобами, категорично відкидаючи можливість капітуляції. За даними японського історика Хацухо Найто, у самовбивчих   атаках у 1944/45 роках загинули 2525 морських та 1388 армійських льотчиків.
Після оголошення капітуляції Японії наклав на себе руки і, відмовившись від допомоги асистента, помер після 12-годинної агонії 16 серпня 1945 року.

## Нагороди
- Орден Вранішнього Сонця 3-го і, посмертно, 1-го класу[1]
- Орден Золотого шуліки 4-го класу
- Орден Священного скарбу 2-го класу
- Орден Сприятливих хмар 3-го класу (Маньчжурська держава)
- Пам'ятна медаль вступу на престол імператора Тайсьо (10 листопада 1915)[2]
- Військова медаль 1914—1920
- Медаль Перемоги
- Пам'ятна медаль вступу на престол імператора Сьова (16 листопада 1928)[3]
- Медаль національного фонду «Велика Маньчжурія» (Маньчжурська держава; 1 березня 1934)
- Медаль Маньчжурського інциденту (29 квітня 1934)[4]
- Пам'ятна медаль імператорського візиту в Японію (Маньчжурська держава; 21 вересня 1935)
- Медаль Китайського інциденту 1937
- Пам'ятна медаль «2600 років Японії» (15 серпня 1940)[5]